# Dana Bunescu
Pour les articles homonymes, voir Bunescu.
Dana Bunescu, née le 11 septembre 1969, est une monteuse et monteuse son roumaine.   
Elle est connue pour avoir monté les films de 4 mois, 3 semaines et 2 jours (2007) de Cristian Mungiu et les Contes de l'Âge d'Or (2009), qui ont été projetés au Festival de Cannes. 
Née à Craiova, elle a étudié la physique à l'université de Bucarest et a obtenu son diplôme en 1993. Pour 4 mois, 3 semaines et 2 jours, Bunescu a été nommée pour le Gopo Award du meilleur montage. Pour le film Ana mon amour de Călin Peter Netzer, Bunescu a reçu l'Ours d'argent pour ses réalisations techniques au Festival international du film de Berlin 2017.    

## Récompenses et distinctions
- (en) Dana Bunescu: Awards, sur l'Internet Movie Database